# Lacul Tăul Porții
Lacul Tăul Porții este un lac glaciar situat în Parcul Național Retezat din Munții Retezat (Carpații Meridionali, România), la cea mai mare altitudine din Retezat, 2260 m. Are o oglindă de apă mică, dar permanentă, cu zăpadă pe malurile lui în cea mai mare perioadă a anului. Este alimentat doar din izvoarele subterane și din precipitații. Este primul lac din circuitul „lacurilor înșirate”, al doilea fiind Tăul Agățat.
Este adânc doar de cinci metri și de multe ori ajunge în umbra vârfurilor din jur. Lacul ocupă un circ glaciar suspendat sub Vârful Bucura.